# Зафарабадский район (Узбекистан)
Зафарабадский район (тума́н; узб. Zafarobod tumani / Зафаробод тумани) — район в центре Джизакской области Узбекистана. Административный центр — городской посёлок Зафарабад.

## История
Образован в составе Сырдарьинской области Узбекской ССР Указом Президиума Верховного Совета Узбекской ССР от 12 апреля 1973 года под названием Октябрьский район. 29 декабря того же года передан в образованную Джизакскую область. 30 июля 1993 года переименован в Зафарабадский район.